# ハッサン・アブシル・ファラ
ハッサン・アブシル・ファラ(英語: Hassan Abshir Farah, ソマリ語: Xasan Abshir Faarax, アラビア語: حسن ابشير فرح、1945年6月20日 - 2020年7月12日)は、ソマリアの軍人、政治家。2020年に死去。ソマリアの首都モガディシュ市長、プントランド内相、ソマリア首相などを務めた。

## 生涯

### 初期
ハッサンは1945年にイタリア領ソマリランドのガローウェで生まれた。（1943年にモガディシュで生まれたとする報道もある。）所属氏族はダロッドのマジェルテーン。1961年から1965年まで、首都モガディシュの高校で学ぶ。1965年から1967年までカイロにあるエジプト軍事大学で学ぶ。1967年から1969年まで陸軍士官局長。

### バーレ政権
1969年、陸軍少将のモハメド・シアド・バーレがクーデターで大統領となり、ハッサンもこのクーデターに使われた軍に属していた。
1970年から1971年までモガディシュ地方長官。1971年から1973年までモガディシュ副市長。1973年から1976年までモガディシュ市長。1976年から1982年までバコール州および中部シェベリ州長官。1982年から1987年までモガディシュ市長。1987年から1989年まで駐日（兼韓国）ソマリア大使。

### ソマリア内戦後
1989年から1998年まで駐ドイツ（兼オーストリア）ソマリア大使。ただしハッサンを任命したバーレ政権は1991年に崩壊し、その後はソマリア内戦となっている。
1998年からプントランドの初代副大統領。

### ソマリア暫定国民政府
2000年のアルタ会議に出席し、議長を務める。アルタ会議を機会にソマリア暫定国民政府が成立する。ただし暫定国民政府は多くの軍閥の協力を得られず、実質に乏しいものとなった。それどころか有力軍閥のいくつかが結託して、暫定国民政府に対抗して2001年3月にソマリア和解再生評議会と呼ばれる団体を設立した。1998年に独立宣言したプントランドもまた、暫定国民政府に非協力的だった。
2001年11月12日、ハッサンは大統領のアブディカシム・サラ・ハッサンからソマリア首相に任命された。前首相は議会から不信任案を決議されており、副首相が首相代理を務めてから2週間後のことだった。ハッサンが選ばれたのは、プントランドに独立宣言を撤回してソマリアに再編入させるのに、プントランドと縁が深いハッサンに期待したからともいわれる。
2002年2月1日の夜、首相の家に手榴弾が投げ込まれ、ハッサンにけがはなかったが、4名が負傷し2人が重傷を負った。
2002年10月、ケニアのエルドレットでソマリア和解会議が開催され、ハッサンも出席した。この会議が元となり、後に暫定国民政府は廃止され、暫定連邦政府に生まれ変わることとなった。ただし暫定国民政府大統領のアブディカシム・サラ・ハッサンはこの動きに不満だった。
2003年12月8日、アブディカシム大統領は首相のハッサンと議会議長のアブダラー・イサック・デーロウを解任し、新首相にムハマド・アブディ・ユスフを、新議長にムスタファ・グドウを選出した。
翌12月9日にケニアのナイロビで行われた和平会議が開かれ、大統領のアブディカシム・サラ・ハッサンに加えて、暫定国民政府の代表としてハッサン「首相」とデーロウ「議長」も参加した。その会議の決議として、ハッサン首相とデーロウ議長の名で、アブディカシム大統領による首相と議長の解任は2000年のアルタ会議の合意に反するとして無効が宣言された。そのため、この日以降、翌年12月に「暫定連邦政府」が成立するまで、ソマリア首相が誰であるかは曖昧である。

### ソマリア暫定連邦政府
2004年12月にソマリア暫定国民政府と、対立する軍閥とが統合する形で、ソマリア暫定連邦政府が成立する。これによりハッサンは首相を正式に退任となり、12月1日に34名の閣僚の一人として、水産大臣に任命される。しかし2006年に大統領アブドゥラヒ・ユスフと首相アリー・ムハンマド・ゲーディの政争に巻き込まれて辞職。
2006年にソマリア連邦議会議員となる（2004年あるいは2012年とする報道もある）。
2008年にプントランド大統領選に出馬するが、選挙前に辞退し、暫定連邦議会のあるバイドアに戻った。
2015年10月28日に健康上の理由で議員を辞職し、息子アブシルに議席を譲った。

### 死去
ソマリア政府は治療のためハッサンをトルコの病院に入れていたが、2020年7月12日、トルコのアンカラで癌により死去。国葬扱いとなり、プントランドの首都ガローウェに埋葬された。葬儀にはソマリア首相のハッサン・アリ・カイレら数百人が出席した。

## 人物
テニス、ジョギング、読書が趣味。
ソマリ語、アラビア語、イタリア語、英語ができる。